# Kunda
För andra betydelser, se Kunda (olika betydelser).
Kunda är en mindre stad i Estland belägen vid Finska viken cirka 100 kilometer öster om Tallinn. Den ligger i kommunen Kunda linn i Lääne-Virumaa. Kunda ligger 46 meter över havet och antalet invånare är 3785.
Den danske kompositören Knudåge Riisager föddes i Kunda av danska föräldrar; hans far, som var ingenjör, var chef på cementfabriken.
Kunda hamn ligger vid bukten Kunda laht och ägs av den lokala cementfabriken Kunda Nordic Tsement. Genom samhällets östra utkant flyter ån Kunda jõgi.
Terrängen runt Kunda är platt. Havet är nära Kunda norrut. Runt Kunda är det glesbefolkat, med 13 invånare per kvadratkilometer. Närmaste större samhälle är Rakvere, 19,4 km sydväst om Kunda. Omgivningarna runt Kunda är en mosaik av jordbruksmark och naturlig växtlighet.

## Vänorter
| Sverige | Söderhamns kommun, Sverige |